# Sprzączka

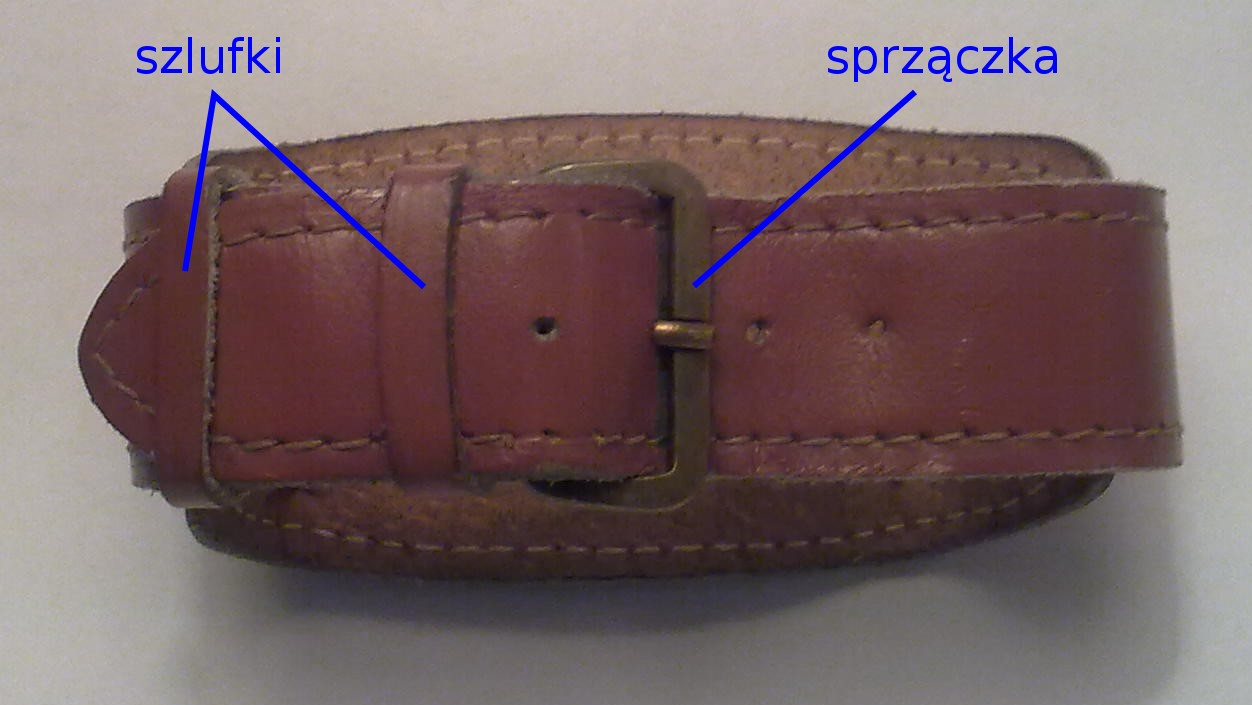
sprzączka na pasku od zegarka

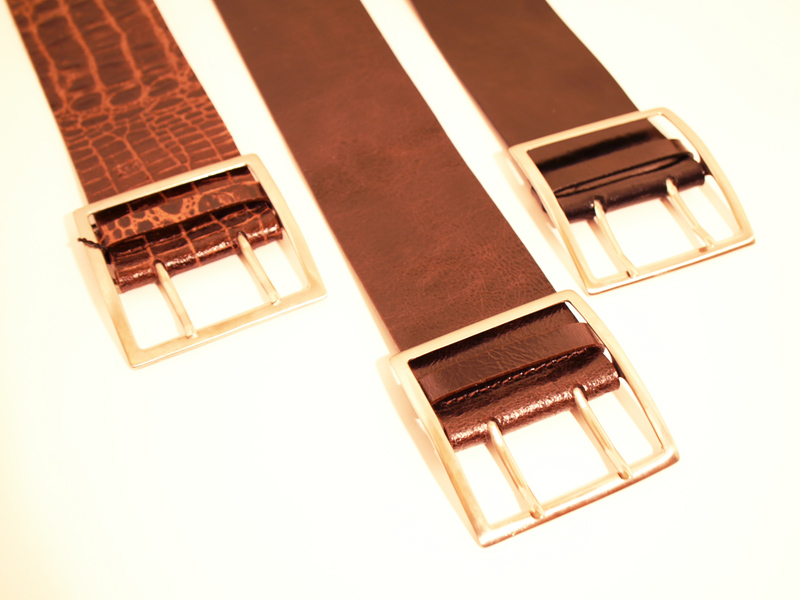
sprzączki z dwiema szpilami

Sprzączka – element pasa (części odzieży) lub mniejszego paska (np. paska do zegarka naręcznego) służący do spinania obu końców pasa ze sobą (lub rzadziej – jednego pasa z innym pasem).
W najprostszej formie są to dwa oczka z drutu (najczęściej w kształcie litery "D") przyszyte do jednego końca pasa; drugi koniec pasa przewlekany jest przez te oczka tak, że rozciągnięcie spiętego pasa powoduje zaciśnięcie się pasa na oczkach i przypadkowe rozwiązanie się tak wykonanego zapięcia staje się niemożliwe.
Bardzo często spotykana jest forma sprzączki ze specjalną szpilą wkładaną w otworki przebite w końcowym odcinku pasa. W takiej konstrukcji jest to przyszyty na stałe do początku paska prostokątny kawałek drutu lub blaszki z umocowaną na nim drucianą szpilą; drugi koniec paska przewleka się przez ten prostokąt, a szpilę umieszcza w wykonanym w pasku otworze. Taki rodzaj spięcia obu końców paska na ogół wystarcza w większości zastosowań spotykanych w życiu codziennym. Sprzączka może być zaopatrzona w więcej niż jedną szpilę (np. w dwie, tak jak w paskach pokazanych na dolnym zdjęciu po prawej).
Jeśli sprzączka jest elementem pasa, stanowiącego część ubrania, to często wykonana bywa w mniej lub bardziej ozdobnej formie, a czasami jej konstrukcja jest całkiem odmienna, niż opisane powyżej. Sprzączki ozdobne często nazywa się raczej jednak klamrami.

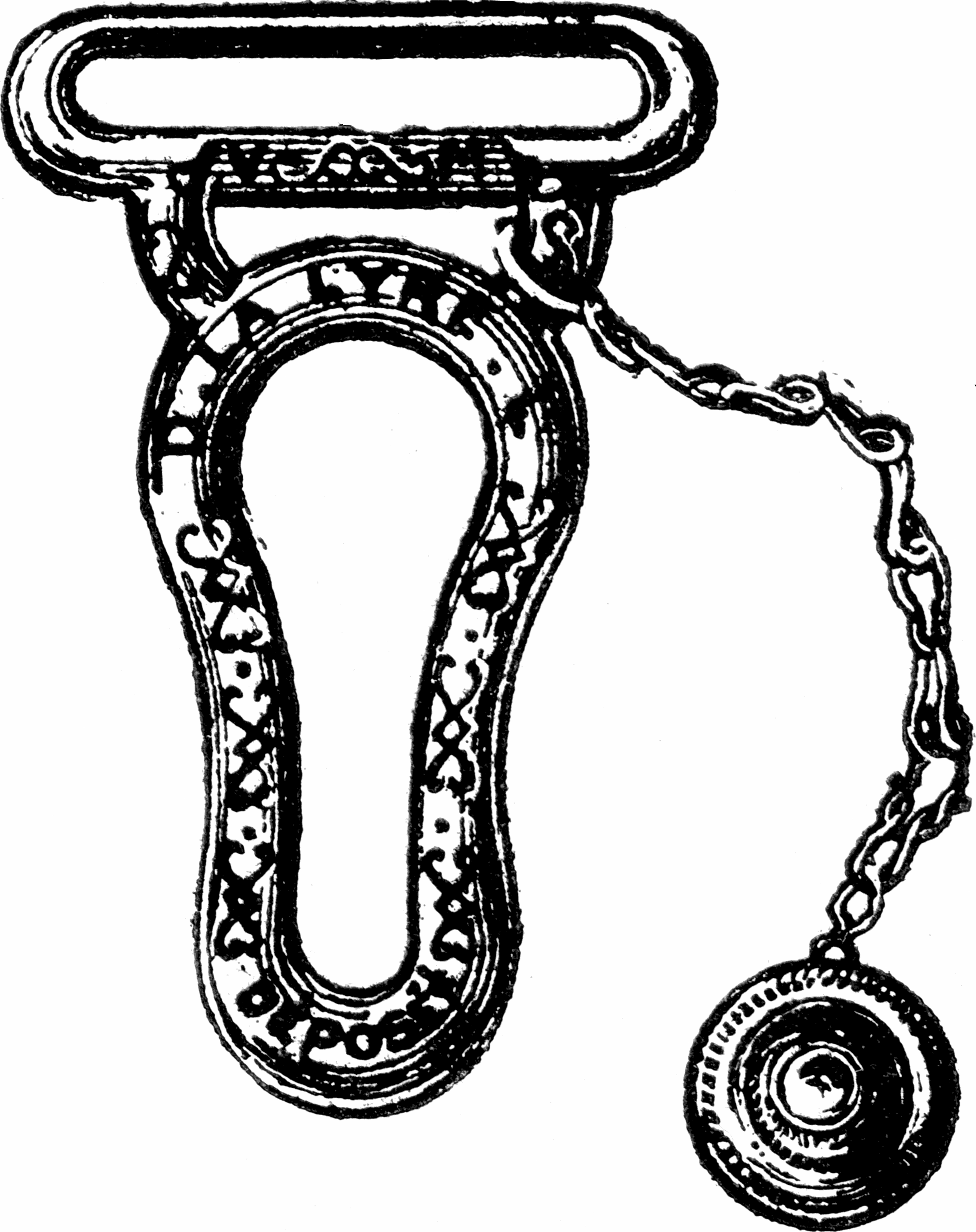
sprzączka do podwiązki z roku 1910

Szczególnym rodzajem sprzączek są elementy używane w podwiązkach w celu spinania ich z pończochami. Jedną z wersji takich sprzączek przedstawia ilustracja po lewej.